# フラハスランデン
フラハスランデン (ドイツ語: Flachslanden) は、ドイツ連邦共和国バイエルン州ミッテルフランケンのアンスバッハ郡に属す市場町。

## 地理

### 位置
フラハスランデンはアンスバッハの北東、バート・ヴィンツバッハとのほぼ中間のフランケンヘーエ自然公園内に位置している。フレンキシェ・レーツァト川、ビーバート川、メトラハ川、ツェン川と、渓谷の多い地形は、典型的なフランケン地方の風景をハイキング客に提供している。

### 自治体の構成
この町は、公式には19の地区 (Ort) からなる。このうち小集落や孤立農場などを除く集落を以下に列記する。
| - ビルケンフェルス - ボルスバッハ - ボクサウ - フラハスランデン - ハインクリンゲン - ケッテンヘーフシュテッテン | - ノイシュテッテン - ローゼンバッハ - ルッパースドルフ - ゾンダーノーエ - ヴィルンスベルク |

## 歴史
ドイツの最も古い童謡の作詞者で、作家のフリードリヒ・ヴィルヘルム・ギュルは、一時期フラハスランデンで教師として暮らしていた。

## 行政

### 議会
フラハスランデンの議会は14議席の議員と首長からなる。

### 紋章
図柄: 銀地で基部から上方に長く尾を引く赤い三角図形、その中に銀のリング。三角図形の尾で二分割された向かって左は青い亜麻 (Flach) の花。向かって右は、黒い十字架。

## 文化と見所

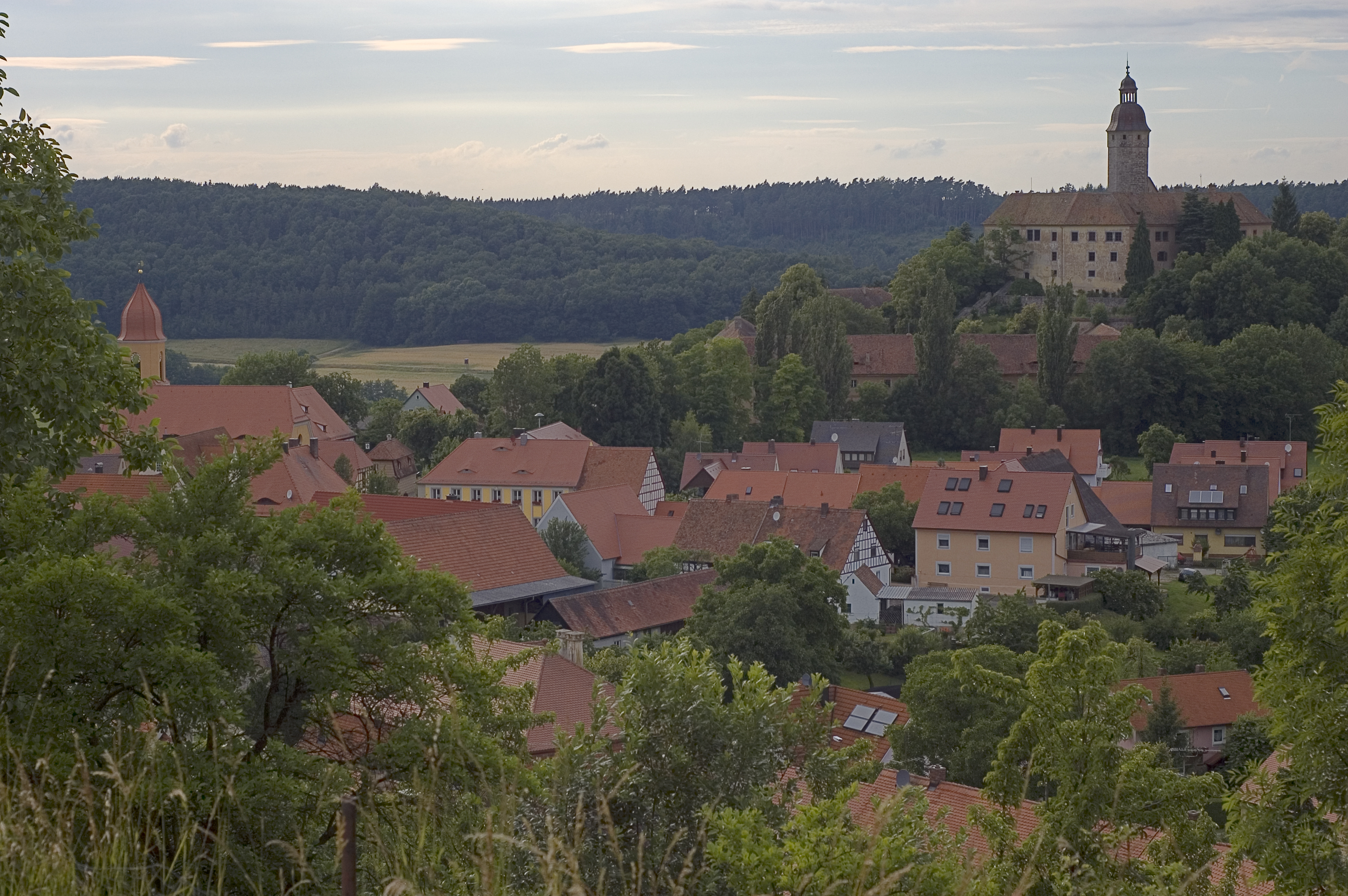
フィルンスベルクの集落と城

### 建築
この町にある見るべき建造物としては、聖ラウレンティウス教会が挙げられる。10世紀に創設された教会で、ドイツ騎士団の教会でもあった。建築はバロック様式から初期古典様式への過渡期のもので、ゾンダーノーエ地区にある。フィルンスベルク地区にあるドイツ騎士団の城もここに挙げる価値はある。

## 経済と社会資本

### 交通
この町は連邦道B13号線（レールベルク、オーバーダハシュテッテンの間）および、州道アンスバッハ - ノイシュタット線沿いに位置する。

## 引用
1. ↑  https://www.statistikdaten.bayern.de/genesis/online?operation=result&code=12411-003r&leerzeilen=false&language=de Genesis-Online-Datenbank des Bayerischen Landesamtes für Statistik Tabelle 12411-003r Fortschreibung des Bevölkerungsstandes: Gemeinden, Stichtag (Einwohnerzahlen auf Grundlage des Zensus 2011)
2. ↑  Bayerische Landesbibliothek Online